# Mallinella monticola
Mallinella monticola är en spindelart som först beskrevs av van Hove och Robert Bosmans 1984.  Mallinella monticola ingår i släktet Mallinella och familjen Zodariidae.
Artens utbredningsområde är Kamerun. Inga underarter finns listade i Catalogue of Life.